# Buchanan (Geórgia)
Buchanan é uma cidade localizada no estado americano de Geórgia, no Condado de Haralson.

## Demografia
Segundo o censo americano de 2000, a sua população era de 941 habitantes.
Em 2006, foi estimada uma população de 1001, um aumento de 60 (6.4%).

## Geografia
De acordo com o United States Census Bureau tem uma área de 
4,3 km², dos quais 3,8 km² cobertos por terra e 0,5 km² cobertos por água. Buchanan localiza-se a aproximadamente 341 m acima do nível do mar.

## Localidades na vizinhança
O diagrama seguinte representa as localidades num raio de 24 km ao redor de Buchanan. 